# Ingegneria dei sistemi

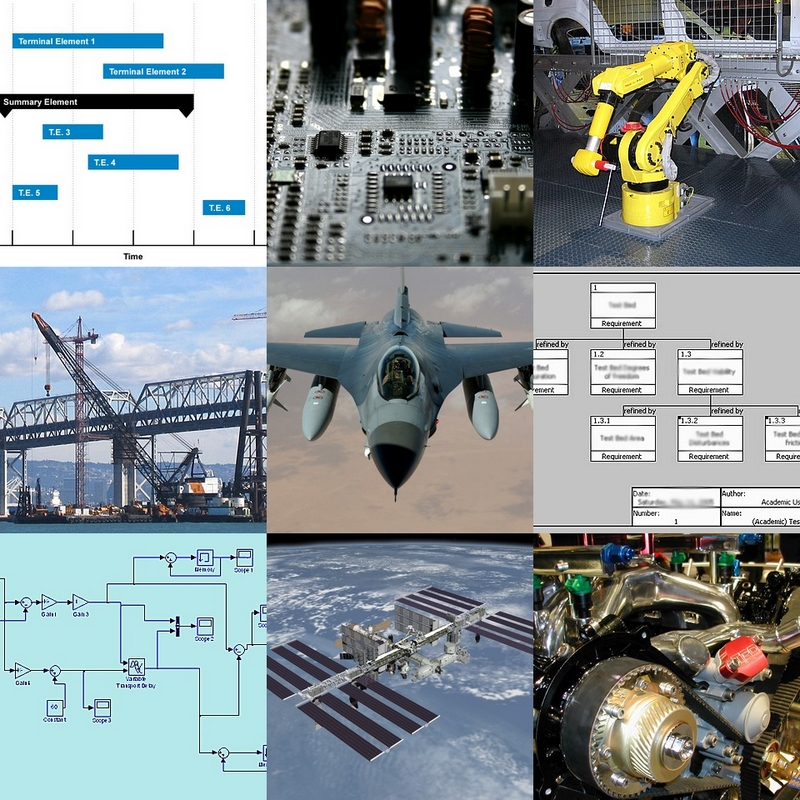
Alcune applicazioni dell'ingegneria dei sistemi.

L'ingegneria dei sistemi è una branca interdisciplinare dell'ingegneria che si occupa dello sviluppo e organizzazione di sistemi artificiali complessi; unisce diverse discipline e specialità, raggruppandole in uno sforzo congiunto, per formare un processo di sviluppo strutturato che proceda attraverso la concezione, la produzione, l'operatività e il dispiegamento di tali sistemi.
Aspetti come rispetto dei requisiti, affidabilità, logistica, coordinamento tra squadre di lavoro diverse, test e valutazione e mantenibilità diventano più complicati quando si ha a che fare con sistemi grandi e complessi. L'ingegneria dei sistemi si occupa dei processi di lavoro, dei metodi di ottimizzazione e degli strumenti di gestione dei rischi riguardo a tali progetti complessi. Si sovrappone con altre discipline tecniche quali ingegneria industriale, di processo, di produzione, di controllo, del software, meccanica, elettrica, elettronica, aerospaziale, civile. L'ingegneria dei sistemi garantisce che tutti gli aspetti di un progetto o sistema vengano considerati e integrati in una visione d'insieme.

## Concetto
L'ingegneria dei sistemi è in origine soltanto un approccio, ma è diventata più recentemente una vera e propria disciplina dell'ingegneria. Lo scopo della formazione in questo campo è formalizzare in modo semplice diversi approcci, identificare nuovi metodi e opportunità, in modo simile a quanto avviene in altri settori dell'ingegneria. Come approccio, l'ingegneria dei sistemi è olistica e interdisciplinare.